# Jakub Natan
Jakub Natan (ur. ok. 1770?, zm. 1843 w Będzinie) – będziński rabin znany ze swego przywiązania do Polski.
Miał organizować wsparcie finansowe dla insurekcji kościuszkowskiej. Zbierał datki na ten cel wśród Żydów z zachodniej Małopolski (obecnie Zagłębie Dąbrowskie), a zebrane kwoty osobiście zawoził naczelnikowi do Krakowa.
W latach 1807–1809 organizował pomoc dla polskich wojsk narodowych, wspierał też powstanie listopadowe (1830). Za okazywanie propolskiej postawy został przez władze pruskie osadzony w areszcie we Wrocławiu. Następnie zabiegał o spotkanie z Adamem Mickiewiczem, któremu Mickiewicz początkowo był niechętny. Do spotkania doszło w majątku Taczanowskich w Choryni w Wielkopolsce, gdzie poeta gościł pod przybranym nazwiskiem Niegolewski. Poznawszy bliżej rabina, był pod wrażeniem zarówno jego erudycji, jak i patriotyzmu i spotykał się z nim później wielokrotnie.
Jest prawdopodobne, że literacka postać Jankiela z poematu „Pan Tadeusz” Mickiewicza była po części wzorowana na Jakubie Natanie.
Jakub Natan został pochowany na będzińskim kirkucie. Na macewie, której fragment przechowywany jest obecnie w Muzeum Zagłębia w Będzinie, za jego zasługi dla Polski miał być umieszczony orzeł Rzeczypospolitej. Analiza zachowanego fragmentu macewy wykazała, że rabin zmarł w 5603 roku według kalendarza żydowskiego, a więc w 1843 r. Być może należy go identyfikować z niejakim Jakubem Natanem Sztejnhartem, zmarłym 27 stycznia 1843 r. w wieku około 60 lat. Postaci tej sporo miejsca w opowiadaniu Czapka Naczelnika poświęcił sosnowiecki badacz lokalnej historii Stanisław Jędrzejek. Jego sylwetkę rozpowszechnił w postaci niemal legendarnej Marian Kantor – Mirski.